# قلعة إيرندغان
قلعة إيرندغان (بالفارسية: قلعه ایرندگان) هي قلعة تاريخية تعود إلى عصر القاجاريون، وتقع في مقاطعة خاش.